# Classificació per la Copa del món de Rugbi a 15 de 2015
La Fase de Classificació de la Copa del Món de Rugbi de 2015 va començar durant la fase de grups de la Copa del Món de Rugbi de 2011 a Nova Zelanda. Els tres primers classificats de cada grup es classificaven directament per la següent edició del torneig, mentre que les 8 places restants quedaven subjectes a les classificacions regionals i una plaça a la repesca.

## Equips Classificats
| Àfrica                            | Amèrica                                                                           | Asia            | Europa | Oceània                                                                          |
| --------------------------------- | --------------------------------------------------------------------------------- | --------------- | --- | -------------------------------------------------------------------------------- |
| - Namíbia (Àfrica 1) - Sud-àfrica | - Argentina - Canadà (Amèrica 1) - Estats Units (Amèrica 2) - Uruguai (repechage) | - Japó (Asia 1) | - Anglaterra (amfitrió) - França - Geòrgia (Europa 1) - Irlanda - Itàlia - Romania (Europa 2) - Escòcia - Gal·les | - Austràlia - Fiji (Oceània 1) - Nova Zelanda (vigents campions) - Samoa - Tonga |

## Classificació Automàtica
Els equips classificats en les tres primeres posicions de grups de la Copa del Món de Rugbi de 2011 aconseguiren automàticament el seu bitllet per a la Copa del Món de Rugbi de 2015.

## Classificacions Regionals
Set de les darreres vuit places que hi havia per al torneig foren atorgades en funció de diferents torneigs regionals i el darrer lloc a través d'un torneig de repesca. Els torneigs regionals de qualificació van començar el 24 de març de 2012, en un partit entre Mèxic i Jamaica a Ciutat de Mèxic. El partit va ser arbitrat per Craig Joubert, qui havia arbitrat la final de la Copa del Món de Rugbi de 2011.
En total, 96 equips nacionals han participat en la fase de classificació de la Copa del Món de Rugbi de 2015 12 classificats de forma automàtica i 84 com a participants en les rondes de classificació.
| Regió                  | Classificats automàticament | Equips en procés de classificació | Places | Equips classificats   | Grup a la copa del món | Places a la repesca | Equips a la repesca   |
| ---------------------- | --------------------------- | --------------------------------- | ------ | --------------------- | ---------------------- | ------------------- | --------------------- |
| Àfrica (CAR)           | 1                           | 13*                               | 1      | Namíbia               | C                      | 1                   | Zimbàbue              |
| Amèrica (NACRA/CONSUR) | 1                           | 18                                | 2      | Canadà · Estats Units | D B                    | 1                   | Uruguai               |
| Àsia (ARFU)            | 0                           | 17                                | 1      | Japó                  | B                      | 1                   | Hong Kong             |
| Europa                 | 6                           | 31                                | 2      | Geòrgia · Romania     | C D                    | 1                   | Rússia                |
| Oceània (FORU)         | 4                           | 5                                 | 1      | Fiji                  | A                      | 0                   | 0                     |
| TOTALS                 | 12                          | 84                                | 7      |                       |                        | 4                   | (1 plaça via repesca) |

### Repesca
Els millors equips sense classificar de cada una de les zones, excepte Oceània van classificar-se per la repesca, que tingué a Uruguai com a vencedora i qui obtindria el bitllet per la fase final de la Copa del Món de Rugbi de 2015.
|  | Semifinals | Semifinals |            |  | Final   | Final      |  |
|  |            |            |            |  |         |            |  |
|  |            |            |            |  |         |            |  |
|  | Rússia     | 23         |            |  |         |            |  |
|  | Zimbabwe   | 15         |            |  |         |            |  |
|  |            |            |            |  |         |            |  |
|  |            |            |            |  |         |            |  |
|  |            |            |            |  | Uruguai | 57 (21+36) |  |
|  |            | Rússia     | 49 (22+27) |  |         |            |  |
|  |            |            |            |  |         |            |  |
|  |            |            |            |  |         |            |  |
|  |            |            |            |  |         |            |  |
|  |            |            |            |  |         |            |  |
|  | Uruguai    | 28         |            |  |         |            |  |
|  | Hong Kong  | 3          |            |  |         |            |  |